# Cabera quadrilineata
Cabera quadrilineata är en fjärilsart som beskrevs av Boldt 1939. Cabera quadrilineata ingår i släktet Cabera och familjen mätare. Inga underarter finns listade i Catalogue of Life.